# Melita Football Club
Maillots
Le Melita Football Club est un club maltais de football basé à San Ġiljan, fondé en 1933.
Le 9 novembre 2012, l'espagnol Patxi Salinas est nommé entraîneur de l'équipe.

## Historique
- 1932 : fondation du club

## Palmarès
- Championnat de Malte
  - Vice-champion : 1939

- Coupe de Malte
  - Vainqueur : 1939
  - Finaliste : 1940

- Championnat de Malte de deuxième division
  - Champion : 2012 et 2024